# Новиков, Алексей Иванович (Герой Российской Федерации)
Алексе́й Ива́нович Но́виков (род. 30 мая 1948, Горький, РСФСР, СССР) — полковник ВВС РФ, участник Первой чеченской войны, Герой Российской Федерации (1996). Начальник научно-исследовательского лётно-методического отдела 344-го Центра боевого применения и переучивания лётного состава армейской авиации, ныне в отставке.

## Биография
Родился 30 мая 1948 года в городе Горький (ныне — Нижний Новгород). Русский. В 1969 году окончил местную среднюю школу.
В 1969 году поступил в Советскую армию, в Сызранское высшее военное авиационное училище лётчиков, которое окончил в 1973 году. Прошёл путь от лётчика-исследователя до заместителя начальника отдела боевой подготовки штурмовых вертолётов Управления командующего армейской авиации Вооружённых Сил РФ. В 1986 году окончил Военно-воздушную академию имени Ю. А. Гагарина, а в 1999 году — Российскую академию государственной службы при Президенте РФ.
Один из основоположников одиночной и групповой пилотажной подготовки лётного состава, обучал лётчиков непосредственно с выездом в «горячие точки», проводил показы боевых возможностей новой авиатехники на авиасалонах. Военную службу посвятил исследованиям новой авиатехники, бортового оборудования и вооружения, совершенствованию тактики действий экипажей и подразделений боевых вертолётов.
Указом Президента Российской Федерации от 20 июля 1996 года за мужество и героизм, проявленные при испытании новой авиационной техники в условиях, сопряжённых с риском для жизни, полковнику Новикову Алексею Ивановичу присвоено звание Героя Российской Федерации с вручением медали «Золотая Звезда» (№ 320).
Член Регионального общественного Фонда поддержки Героев Советского Союза и Героев Российской Федерации имени генерала Е. Н. Кочешкова. Член наблюдательного совета ассоциации гражданской авиации «Авиасоюз». Президент международного общественного Фонда поддержки авиации и космонавтики.
Живёт и работает в Москве. Заслуженный военный лётчик РФ. Награждён медалями.
Почётный гражданин Нижнего Новгорода (2023)